# Unoma Azuah
Unoma Azuah, född 23 juni 1969, är en nigeriansk författare och aktivist vars forskning och aktivism fokuserar på HBTQ-frågor i nigeriansk litteratur. Hon har gett ut tre böcker, varav två har vunnit internationella priser. Hon fokuserar på frågor som rör queera nigerianer, såsom i Blessed Body: Secret Lives of LGBT Nigerians (2016).

## Biografi
Azuah föddes i Ogwashi-Ukwu i delstaten Delta i Nigeria. Hennes far tillhörde Tivfolket, och han kom från byn Ukan i kommunen Ushongo, i delstaten Benue. Modern tillhörde igbo, och hon kom från Asaba i delstaten Delta. Azuah föddes under det nigerianska inbördeskriget, och hennes föräldrar tillhörde båda sidorna av konflikten. Hon växte mest upp som igbo, med moderns del av släkten. 
Hon gick på University of Nigeria, Nsukka, där hon som kandidatstudent redigerade den engelska fakultetens litteraturtidskrift The Muse. Hon fick utmärkelser för den bästa studenten i kreativt skrivande två år i rad: 1992 och 1993. Hon har en kandidatexamen i engelska från University of Nigeria, Nsukka (1994), en magisterexamen i engelska från Cleveland State University, Ohio (2001) och en magisterexamen i konst från Virginia Commonwealth University, Richmond (2003).

## HBTQ-aktivism
Azuah är den första nigerianen som konsekvent har belyst HBTQ-frågor i sin forskning. Hon lämnade Nigeria 1999, efter att ha mottagit många hot mot sitt liv på grund av sitt arbete, och delar nu sin tid mellan USA och Nigeria för att fortsätta hjälpa och arbeta med den nigerianska HBTQ-gemenskapen.
Att som författare baserad i Nigeria utforska homosexuella teman i sitt arbete, liksom att försvara queert sex, har beskrivits som "en verkligt modig handling." Som medborgare i USA fortsätter hon att vara "djupt involverad i sitt hemland genom att dela berättelser om förföljelsen av lesbiska, homosexuella, bisexuella och transpersoner där." 

## Yrkesliv
Azuah undervisar för närvarande i skrivande vid Illinois Institute of Art – Chicago.